# Tomás Francisco Cafranga

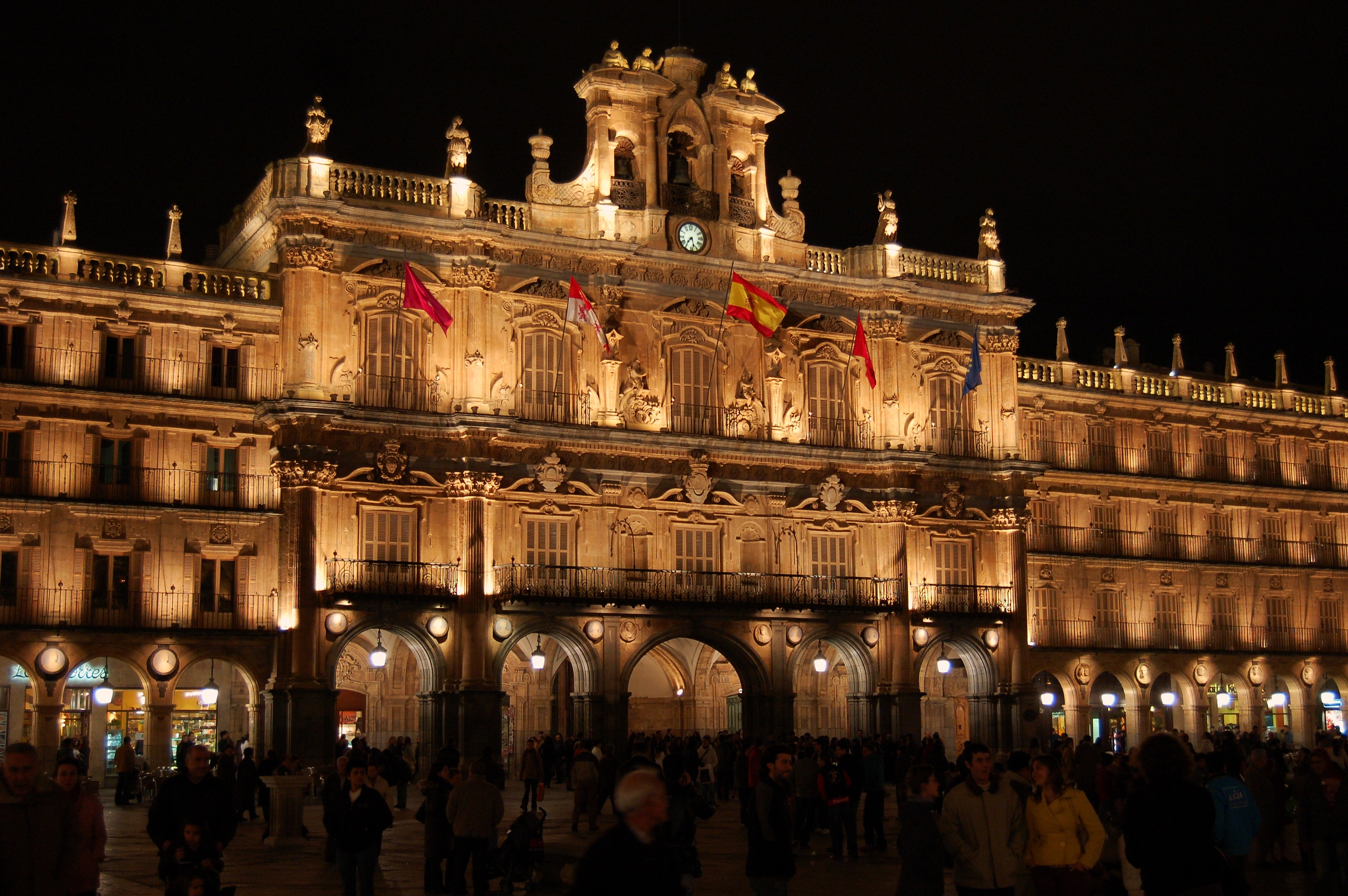
La espadaña de la Casa Consistorial de la Plaza Mayor de Salamanca es una de sus obras más conocidas.

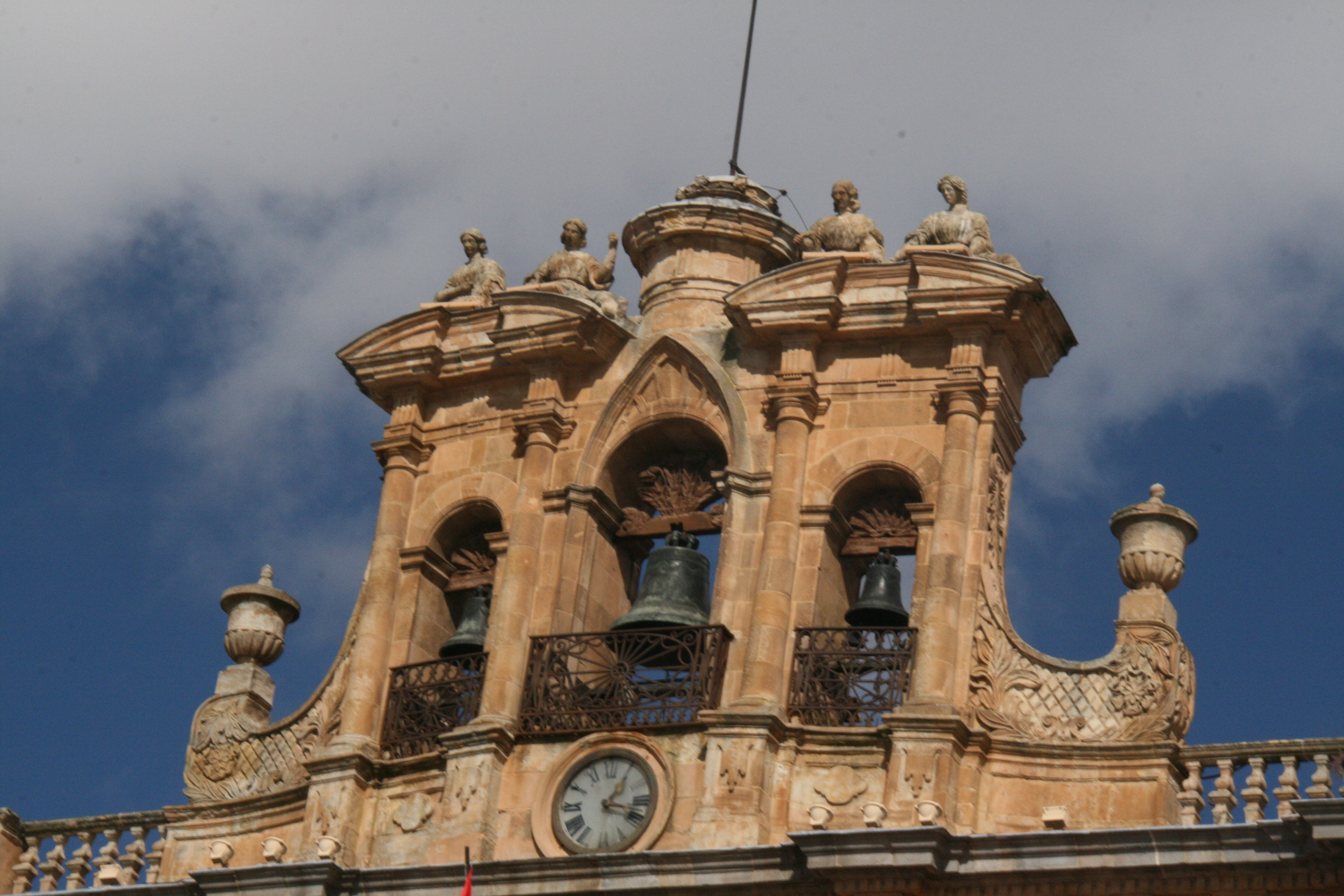
La espadaña del Pabellón Consistorial, realizado por Tomás Cafranga, fue el último remate en 1852. Casi cien años tras su cierre como Plaza. Se pueden ver sobre ella cuatro figuras identificadas alegóricamente con: la Agricultura, Comercio, Industria y Astronomía.

Tomás Francisco Cafranga fue un arquitecto salmantino (España) de mediados del siglo XIX que realizó diversas obras municipales en la ciudad. Conocido por haber realizado en el año en 1852 la espadaña de la Casa Consistorial de la Plaza Mayor de Salamanca (véase también: Historia de la Plaza Mayor de Salamanca). La realización se fundamenta sobre un diseño previo del arquitecto gallego Andrés García de Quiñones. Realiza diversas obras menores en la ciudad.

## Obras
Aparece como artista en las obras realizadas en el Colegio Mayor del Arzobispo Fonseca durante el periodo de 1830-1832. En el año 1840 las ruinas del Convento de San Antonio el Real en Salamanca fueron enajenadas y puestas en subasta pública, las sucesivas transacciones y reparticiones de los terrenos, hacen que sea adquirida una de esas partes corresponda al Liceo, concretamente la que corresponde al claustro y a la sacristía. El proyecto de construcción de lo que sería futuramente el Teatro recae en manos de Tomás. Participa en las primeras acometidas para reparar los estragos que ha realizado un rayo en el año 1857 sobre la Torre de las campanas de la Catedral Nueva. Entre otras obras, el Consistorio encarga a Tomás Cafranga elaborar un presupuesto para la conservación del claustro de San Vicente. Su obra más conocida es la terminación de la Casa Consistorial en la Plaza Mayor, se realiza una modificación del diseño del arquitecto Quiñones que deja finalmente la Plaza en el estado en el que es conocido actualmente.